# Laguna Pampa Quemada
A  Laguna Pampa Quemada é um lago localizado na Guatemala. Localiza-se no departamento de Retalhuleu, Município de San Andrés Villa Seca.